# Генрі Робінсон Палмер
Ге́нрі Ро́бінсон Палмер (англ. Henry Robinson Palmer; 1795, Гакні, Східний Лондон — 12 вересня 1844, Вестмінстер, Лондон) — англійський інженер-будівельник, винахідник та розробник технології отримання профільованого листа, автор проєкту одного з перших у світі монорейкового надземного транспорту. У 1818 році разом з Генрі Модслі та іншими інженерами заснував Інститут інженерів-будівельників. Учасник численних британських проєктів з будівництва залізниць, доків, гаваней тощо. У 1831 році був обраний членом Лондонського королівського товариства.

## Життєпис

### Молоді роки
З 1811 року став учнем інженера і промисловця Браяна Донкіна. Близько 7 років прорпрацював помічником інженера-будівельника Томаса Телфорда. Він провів численні геодезичні дослідження для Телфорда, в тому числі каналу та залізниці у Нересборо, Бернемських боліт, Арчвей-роуд у Лондоні (тепер входить до A1 in London, гавані у Портисхеді та островів Сіллі. Можливо, він виступав як інженер-розробник схеми вдосконалення доріг у Луз і Веллі-роуд (англ. Valley Road), які він досліджував у 1820 році.
У 1821 році він отримав патент на монорейкову систему, яка на той час вважалася дещо непрактичною, але його робота щодо вивчення опору тяговому зусиллю була набагато важливішою. У 1825 році він відвідав Стоктон-Дарлінгтонську залізницю і Вугільну залізницю Геттона. На останній він провів серію тестів від імені Телфорда, щоб виміряти величину опору, яку коні чи локомотиви повинні були подолати, щоб перемістити свої вантажі. Подальші випробування проводилися з човнами на низці каналів, включаючи канал Елзмір, навігаційний канал Мерсі та Ірвелла та канал Гранд-Джанкшн. Результати цих експериментів були процитовані в парламенті, коли навігаційні інтереси виступили проти законопроекту про дозвіл Ліверпульської та Манчестерської залізниці, наприклад.

### Власна кар'єра
До 1825 року Палмер прагнув створити власний бізнес. Кентська залізниця (англ. Kentish Railway) найняла Телфорда в якості інженера, коли її лінію було запущено в 1824 році, але після того, як той пішов, Палмер взяв на себе його роботу, обстеживши маршрут, який пролягав від Дувра до Вулвіча через Струд і Еріт, з ділянкою на північ від річки Темза за Вулвічем. Застереження щодо мосту через річку Медвей і того, що слід робити у Вулвічі, означали, що фінансування не окупиться, і транспортна схема була згорнута до того, як було завершено повне дослідження. До схеми знову звернулися в 1830-х роках, коли були плани її відродити.
Також у 1825 році його попросили дослідити схему Залізниці Норфолк і Саффолк, але коли він виставив рахунок на суму 1573 фунти стерлінгів у серпні 1826 року, не вистачило плати абонентів, щоб покрити такі витрати. Він отримав приблизно половину грошей, і від схеми відмовились .
Він мав більший успіх зі схемою розширення Східного доку в Лондоні за проєктом Вільяма Чепмена, і Палмер обійняв посаду головного інженера, коли в 1825 році помер перший керівник Дж. В. Хемінгуей. Палмер ніс загальну відповідальність за роботи після того, як у 1828 році керівник робіт Деніел Ашер Александер пішов у відставку. Проект передбачав будівництво доку, складських приміщень, додаткового шлюзу і басейнів в Шедвеллі, а також декілька поворотних мостів. Роботи були в основному завершені до 1833 року, але до того часу, як він залишив компанію в 1835 році, виникли проблеми зі стінами вхідного шлюзу, які були вирішені Джорджем Ренні та Джоном Смітоном. Були припущення, що Палмер був занадто зайнятий іншою роботою, щоб забезпечити належний нагляд.
За свою кар'єру він провів багато обслідувань, але лише деякі з проєктів були доведені до кінця. Цими відомими винятками були: покращення гавані Пензанса з 1836 до 1839 року, робота над доками Іпсвіча з 1837 до 1842 року і два валлійських проєкти у 1840 році, над гаванню Порт-Толбота і мостом в Суонсі. Його знову у 1936 році залучали до модернізації залізничного маршруту у Дуврі як консультанта та організатора обслідувань, що проводились іншими, через проблеми Палмера із здоров'ям. Проєкт гавані у Порт-Толботі отримав недостатнє фінансування і Палмер займався лише відведенням паводкових вод, щоб прочистити канал, так як він не міг найняти достатню кількість робітників. Проєкт доків Іпсвіча був його розробкою, якою він керував до 1842 року, коли вийшов на пенсію, залишивши свого штатного інженера Ґ. Горвуда для завершення роботи.
Г. Палмер помер у 1844 році, лише через два роки після виходу у відставку. Усі його папери, включаючи понад 400 технічних рисунків, були передані ICE його вдовою, але згодом були втрачені.

## Спадок

### Інститут інженерів-будівельників

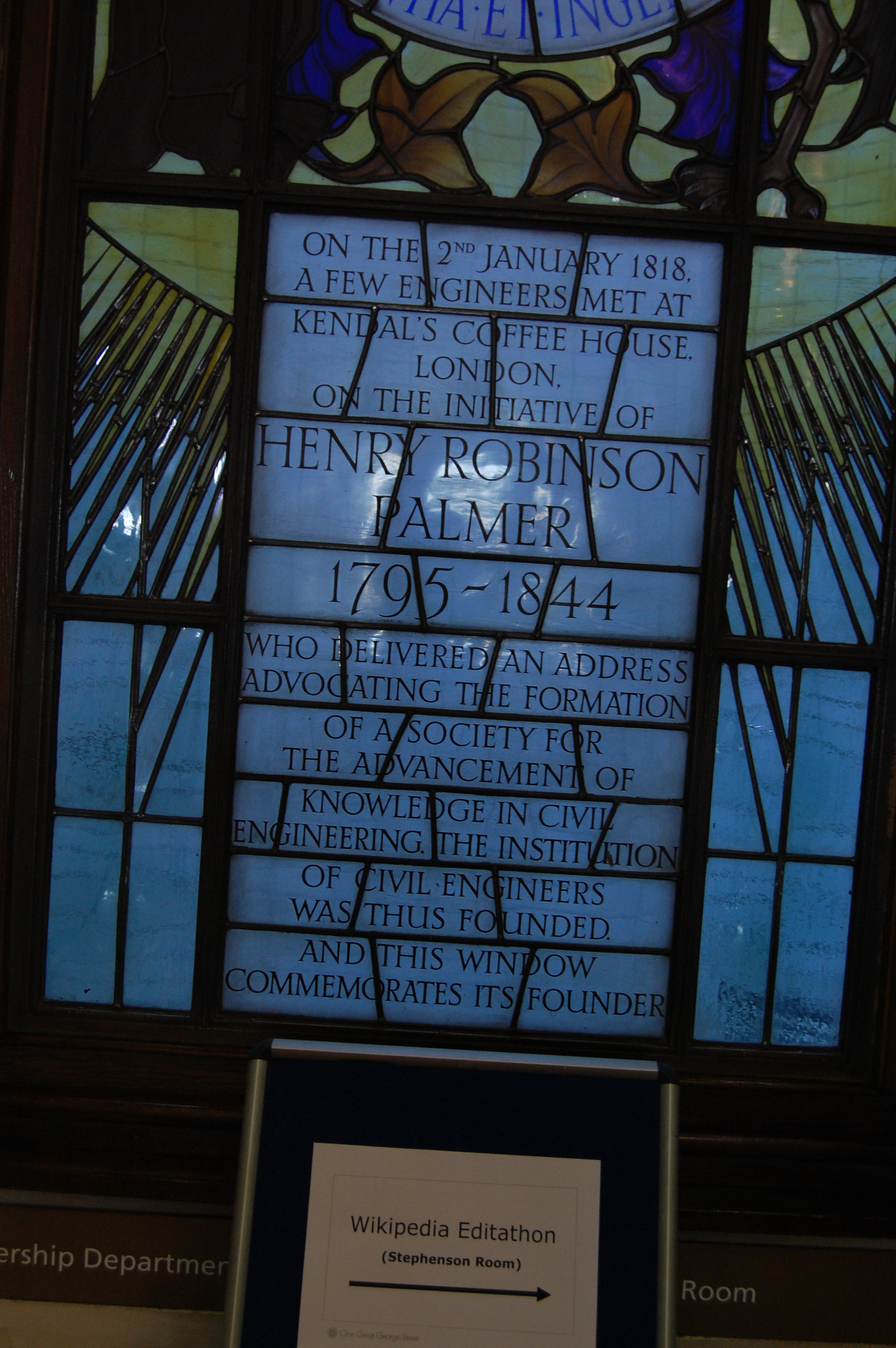
Вікно в будівлі на якому вшановується роль Палмера у заснуванні Інституту інженерів-будівельників у 1818 році

Палмер був плодовитим геодезистом, він залишив після себе декілька великих схем, за якими можна оцінити його роботу. Однак його головною спадщиною є Інститут інженерів-будівельників (ICE), якого він заснував у 1818 році. Він був захоплений самовдосконаленням і заснував інститут механіки, коли працював у Бермондсі, між 1813 та 1814 роками. Це призвело його до планування грандіознішої структури, де молоді інженери могли б обговорювати інженерні питання та вчитися один у одного. За участю кількох інших молодих інженерів установчі збори ICE відбулися 2 січня 1818 року, і цілі та завдання, які він виклав, витримали випробування часом, лише послабивши верхню вікову межу. Це дозволило Телфорду стати президентом, а Палмер — віце-президентом, і установа процвітала під їхнім спільним керівництвом. У статусі віце-президента він представляв Інститут на закладці першого каменя доків Іпсвіча.

### Монорейковий транспорт

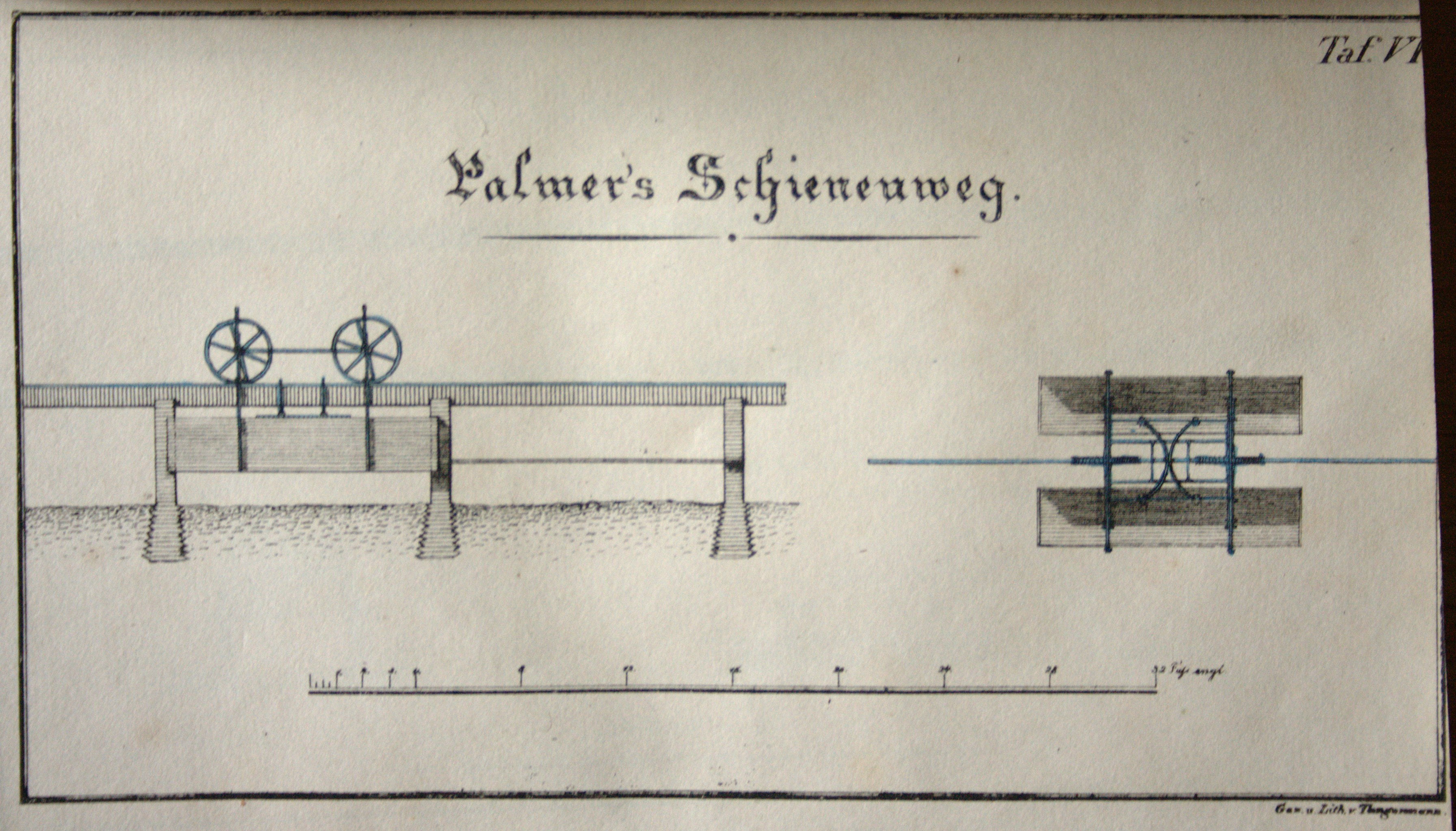
Проєкт монорейки Палмера

У 1821 році Палмер подав заявку на патент на підняту над землею одинарну рейку, що утримується на ряді стовпів на відстані зазвичай десяти футів, вставлених у конічні отвори в землі. Вагони були підвішені з обох боків рейки на каретці з двома послідовно розташованими колесами, що котились по рейці.
У 1823 році Палмер видав книгу «Description of a Railway on a New Principle» («Опис залізниці на новому принципі»), у якій виклав теоретичні та практичні принципи побудови монорейкового транспорту.
Палмер писав у своєму дослідженні: «Витрати на доставку сировини у район виробництва і готового виробу на ринок становлять немалу частку його ціни для споживача. […] Основна проблема у нашій темі полягає у тому, щоби перемістити будь-яку задану кількість ваги між двома точками з якнайменшими затратами. […] Для того щоб зберегти ідеально гладку і тверду поверхню, не обтяжену сторонніми перешкодами, яких зазнають рейки, розташовані поблизу землі, бажаним стало підняти поверхню за межі досяжності цих перешкод і у той же час звільнити її від завад, що створюється снігом у зимовий сезон».
25 червня 1825 року в Чешанті (графство Гартфордшир) запрацювала перша піднята монорейкова дорога з кінною тягою. Вона використовувалась для транспортування цегли і вапна у кошиках, симетрично розташованих відносно каретки, а також пасажирів, для яких було передбачено місця. Коні, сполучені з кареткою буксирним тросом, тягнули її, самі при цьому рухались з одного боку рейки. У 1826 році піонер німецької залізниці Фрідріх Гаркорт побудував демонстраційну колію системи Палмера на своєму сталеливарному заводі в Ельберфельді, одному з головних міст раннього індустріалізованого регіону Вупперталь. Монорельсову дорогу Палмера можна розглядати як попередницю Вуппертальської підвісної дороги і монорейкової дороги системи Лартіго.
У своєму дослідженні Палмер дає один із найперших описів принципу контейнеризації: «Компонування також дозволяє нам продовжувати транспортування іншими засобами з дуже невеликою перервою, оскільки очевидно, що ємності можуть бути отримані з одного, і поміщений на інший тип вагона чи судна окремо від коліс і рами, без зміщення вантажу».

### Профільований лист
Для виробництва профільованого листа (гофролиста) Палмер виготовив перший ручний верстат, що складався з основи, двох коліс з рукоятками, механічного приводу на базі черв'ячної і зубчастої передач, і трьох металевих роликів заданого профілю. Раніше профільовані листи виготовляли з кованого заліза, а профіль надавали поздовжнім гофруванням. У 1829 році Палмер отримав патент з виключним правом на виробництво гофрованих листів на 15 років. Масове виробництво та використання гофролиста в будівництві по всьому світу почалося після закінчення терміну дії патенту. З 1840-х років з профільованого листа виготовляли дахи в Англії. Гофрований метал досяг Австралії ще на початку 1830-х років. і почав масово імпортуватися приблизно в 1850 році, відразу після початку золотої лихоманки (1851—1868). Профлист виявився зручним для обшивки стін, зведення огороджувальних і самонесучих конструкцій, а особливо в якості незнімної опалубки для зведення перекриттів.